# Szekfű Ferenc
Szekfű Ferenc (Érsekújvár, 1779. szeptember 15. – Esztergom, 1843. február 10.) apát-kanonok és főesperes.

## Élete
1798-ban a pozsonyi papnevelőben hallgatta az első évi bölcseletet, ugyanitt végezte a teologiát is 1802-ig, majd Nagyszombatba ment. 1803-ban pappá szenteltetett; azon év október 12-től 1804. január 15-ig káplán volt Szentendrén, azután 1807. október 8-ig Léván. Ekkor Sárvárra küldték hasonló minőségben. 1808. május 16-án elnyerte a lévai plébániát és 1822. november 1-jén a lévai kerület alesperesévé neveztetett ki. 1832. december 30-án lett az esztergomi káptalan tagja, ahol 1840. június 12-én komáromi alesperessé lépett elő. 1841-ig a papnevelő birtokainak felügyelője volt. 1842-ben a Boldog Szűzről nevezett szászvári apátságot nyerte el. Mint plébános évenként két szegény iskolás fiút neveltetett, többeket pedig szállással és élelemmel segített. A lévai gimnáziumra 300, a nemzeti iskolákra 200 forintnyi alapítványt tett. 1817-ben plébániájának templomára 500 forintot költött és a lévai kálváriát is saját költségén állíttatta fel.

## Munkája
- Szent Istvánnapi dicsbeszéd Budán 1839. aug. 20. Buda, 1839 (kézirata az esztergomi főegyházmegye könyvtárában, ism. Egyházi Tudósítások 1843. 9. sz.)